# 피오르드랜드 국립공원

피오르드랜드 국립공원의 위치

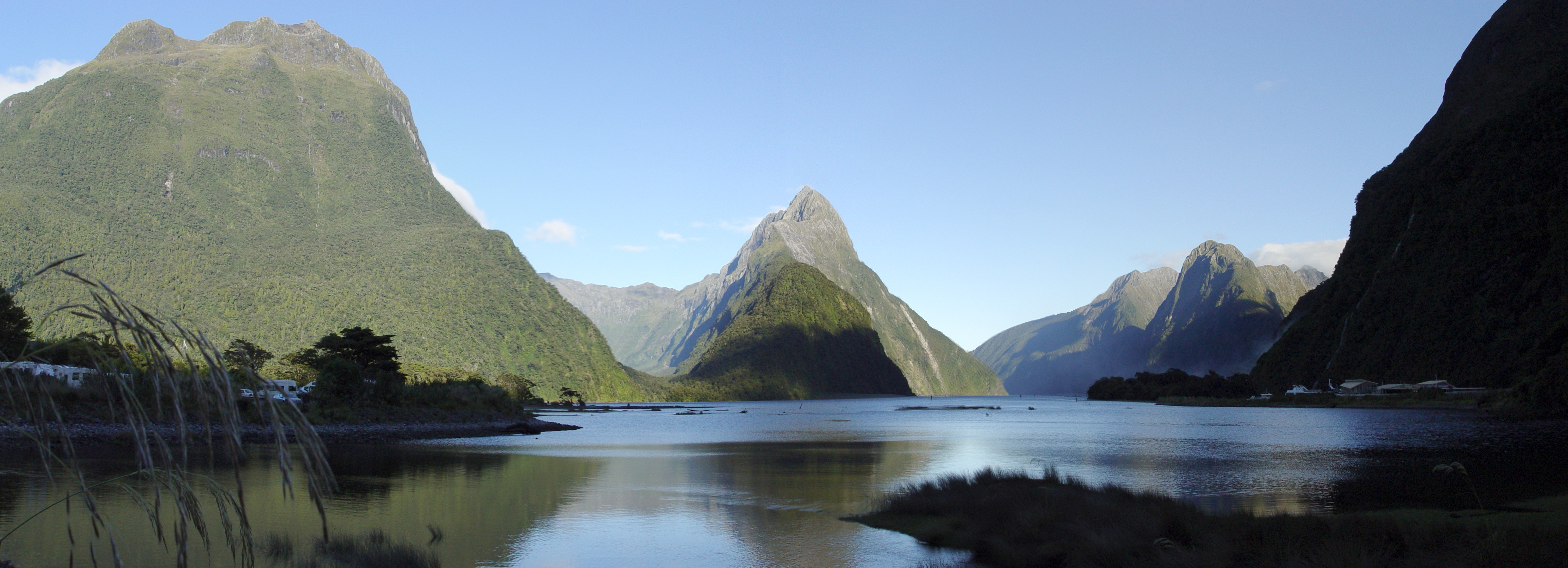
밀포드 사운드

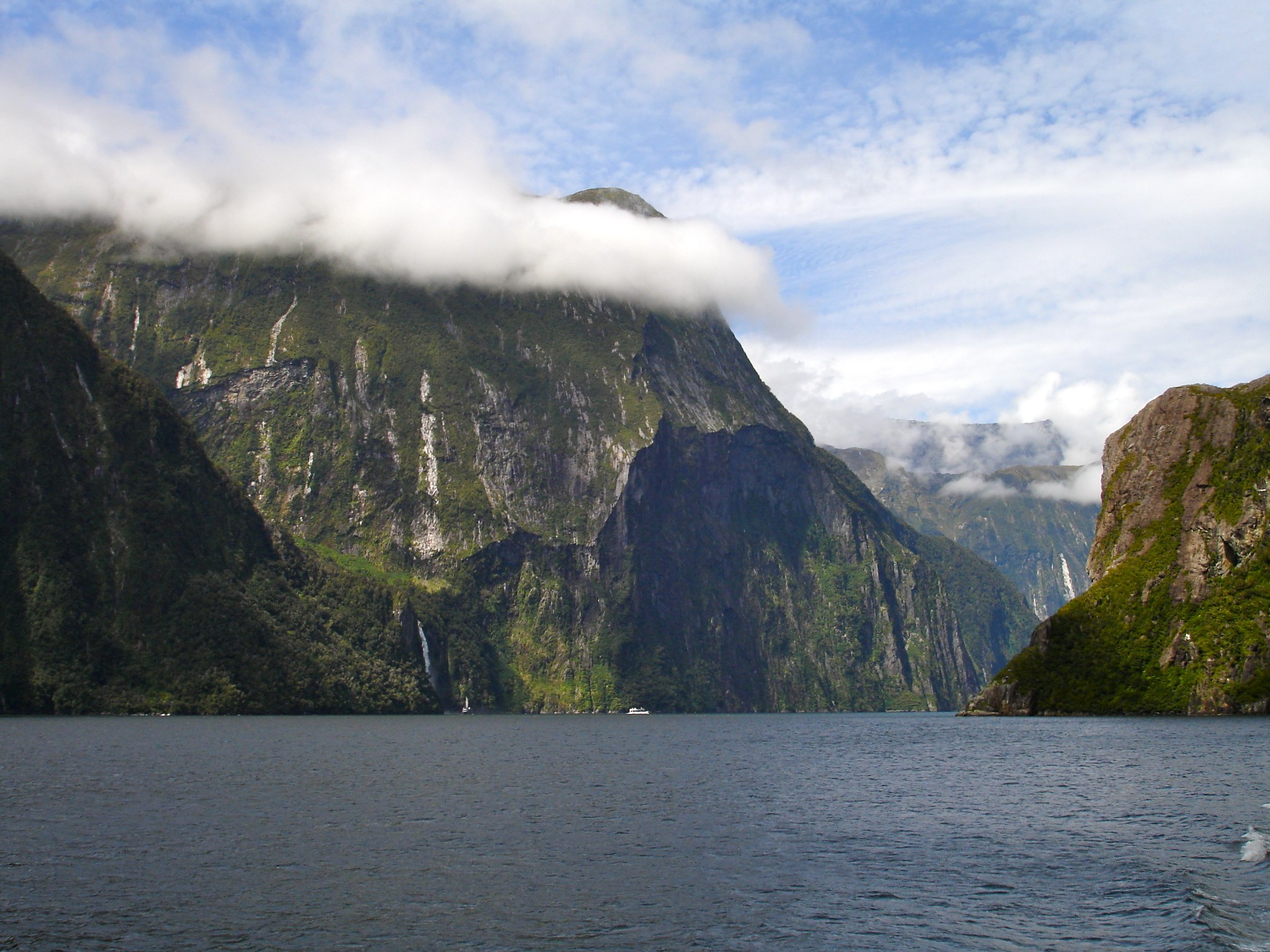
밀포드 사운드 크루즈

피오르드 랜드 국립공원( Fiordland National Park )은 피오르드 랜드로 알려져 있는 지역으로, 뉴질랜드 남섬의 남서부 구석을 차지하고 있는 국립공원이다. 뉴질랜드 최대의 국립공원(12,500km2)이며, 테와히포우나무 세계유산의 대부분을 차지하고 있다. 1986년 주변의 국립공원과 함께 유네스코 세계자연유산으로 등록되었다. 피오르드랜드 국립공원은 남반구의 피오르드, 밀포드 사운드로 유명하다. 또한 등산의 명소로도 유명하다.

## 지리
공원에는 빙하기에 형성된 피오르드가 있으며, 이 중에서도 가장 유명한 것이 밀포드 사운드이다. 그 밖에도 다우트풀 사운드와 더스키 사운드 등 재미있는 장소도 있다. 공원의 피오르드 랜드 해안은 피오르드인데다, 서던알프스산맥, 케플러산과 머치슨산 등도 복잡하게 얽혀 있다. 공원의 북쪽은 2000m를 넘는 것도 존재한다. 빙하기에 지면이 깍여져서 섬이 형성된 섬으로 쎄크리터리섬, 리솔루션섬 등이 있다.
공원 안에는 서쪽에서 습한 바람이 흘러들어 냉각되고 그 바람이 많은 폭포를 형성하고 있다. 서덜랜드 폭포는 국내 최대의 폭포로 유명하다. 또한 이 습한 공기가 형성하는 비는 식물의 육성을 촉진하여 공원은 피오르드 랜드 우림이라는 온대 우림이 형성되어 있다. 내륙에는 테아나우 호수, 마나포우리 호수, 모노와이 호수, 하우로코 호수, 포테리테리 호수 등 뉴질랜드 최대급의 크기를 자랑하는 호수도 있다.

## 헬기 사냥
1920년대 유럽에서 반입된 사슴이 대량으로 증식하자, 공원의 동물상에 큰 영향을 미칠 것으로 우려됐다. 이를 위해 정부는 공원에 사슴 사냥을 할 수 있는 지역을 설정했다. 1960년대에는 사슴고기와 가죽의 수요 증가에 따라 이 사슴 사냥이 사업으로 구성되었고, 험한 산악 지대를 걸어서 사냥하는 것보다 헬기가 도입되는 경우가 많아졌다. 따라서 사슴의 수는 줄고 대신 사냥꾼들이 약간 사슴을 둘러싸고 경쟁하는 사태가 발생하자, 헌터 간의 헬리콥터 공중전이 벌어지는 사태까지 했다. 정부는 이에 대해 대책을 강구하고 가축 사슴의 육성을 장려하고 헬기 사냥을 통한 야생 사슴 사냥은 감소했다. 헬기 조종사는 현재는 풍경을 즐기는 관광객을 수송 생계를 유지하고 있다.

## 같이 보기
- 테 와히포우나무 - 남서 뉴질랜드